# OMD (Agentur)
Die OMD (ursprünglich für Optimum Media Direction) ist eine der weltweit größten Mediaagenturen. Sie gehört zur Omnicom Media Group, der Teil der Omnicom, und hat ihren Hauptsitz in New York. Mehr als 8500 Mitarbeitende sind mit 130 Büros in über 86 Ländern für die OMD beschäftigt. 2009 verwaltete die Mediaagentur Kundenbudgets mit einem Volumen von über 27 Mrd. US-Dollar.
OMD Germany die deutsche Niederlassung von OMD Worldwide und ist mit fünf Planungsagenturen in Hamburg (OMD Hamburg), Berlin (OMD Berlin), München (OMD München) und Düsseldorf (OMD Düsseldorf) vertreten. In der Schweiz ist OMD Schweiz AG tätig, auf dem österreichischen Markt OMD Austria.
OMD entstand 1996 in Frankreich aus einer Zusammenarbeit von BBDO, DDB and TBWA, allesamt Tochterunternehmen der Omnicom.

## Leistungsspektrum
Das Leistungsspektrum umfasst sowohl strategische und taktische Kommunikations- und Mediaplanung als auch die operative Umsetzung und den dazugehörenden Einkauf auf nationaler sowie internationaler Ebene.
Das Dienstleistungsportfolio geht laut Unternehmensangabe weit über den Einsatz von klassischen Medien wie TV, Print, Radio, Kino oder Außenwerbung hinaus und bezieht digitale und innovative Kanäle in die ganzheitlichen Kommunikationsansätze mit ein.
OMD entwickelt integrierte Kommunikationsstrategien und -aktivitäten in den Bereichen:
- Ambient Medien
- Digitale/Interaktive Medien
- Direct oder Performance Marketing
- Klassische Medien
- Kommunikationsstrategien
- Live Media* Medienkooperationen & Branded Content
- Markt- und Zielgruppenanalysen
- Mobile Marketing
- Premium und Product Placements
- Programming
- Social Media
- Sponsoring
- Trend-Scouting

## Aktuelle Auszeichnungen – Agentur
- 2020: „Global Media Agency of the Year“ – Magazin Adweek[1]
- 2019: „Global Media Agency of the Year“ – Magazin Adweek[1]
- 2013: „Global Media Agency of the Year“ – Magazin Adweek[1]
- 2012: „Agency Network of the Year“ – M&M Global Awards[2]
- 2012: „Most Effective Agency Network“ – Effie Effectiveness Index 2012[3]
- 2012: „Cannes Lions 2012: Meist prämierte Mediaagentur“ – Cannes Lions 2012 – Media[4]
- 2011: „OMD auf Platz 1 des RECMA Network Diagnostics Report“ – Horizont[5]
- 2011: „Cannes Lions 2011: Meist prämierte Mediaagentur“ – Cannes Lions 2011[6]
- 2010: „Best Digitally Integrated Network“ – M&M Magazine[7]
- 2009: „Global Media Agency of the Year“ – Magazin Adweek[8]
- 2008: „Kreativstes Media-Network der Welt“ – GUNN Report for Media[9]
- 2007: „Kreativstes Media-Network der Welt“ – GUNN Report for Media[10]
- 2007: „Größtes globales Medianetzwerk"“ – RECMA Global Billings Report[11]
- 2007: „Media Agency of the Year“ – M&M Award[12]
- 2006: „Kreativstes Media-Network der Welt“ – GUNN Report for Media[13]
- 2006: „Größtes globales Medianetzwerk"“ – RECMA Global Billings Report[14]
- 2005: „Kreativstes Media-Network der Welt“ – GUNN Report for Media[15]

## Aktuelle Auszeichnungen – Kampagnen
- 2021: Gerety Awards | Bronze: Media Cut (Print) | McDonald’s „Road to McDrive“[16]
- 2021: World Media Awards | Gold: Brand & Media Owner Partnership | Rewe „A(I)ttack of the Killer Tomatoes“[17]
- 2021: Effie Germany | Bronze: Media Strategie (B2C) | Allianz „Diabetes-Driven-Data-Pool“[18]
- 2021: Effie Germany | Bronze: Media Strategie (Health) | Allianz „Diabetes-Driven-Data-Pool“[19]
- 2021: Effie Germany | Bronze: Media Innovation (B2C) | McDonald’s „YES, We're Open!“[20]
- 2021: Effie Germany | Bronze: Media Innovation (B2C) | McDonald’s „Summer Lovin'“[21]
- 2021: Effie Germany | Silber: Media Innovation (B2C) | Rewe „Angriff der KI-Tomaten“[22]
- 2021: Festival of Media Global Awards | Bronze: Best Use of Traditional Media: TV | McDonald’s „YES, We're Open!“[23]
- 2021: Festival of Media Global Awards | Gold: Best Use of Traditional Media: Best MadTech Solution | REWE „A(I)ttack of the Killer Tomatoes“[24]
- 2021: The Internationalist Awards for Innovation in Media | Bronze: Local | Renault „How many hamsters does it take to charge an e-car?“[25]
- 2021: The Internationalist Awards for Innovation in Media | Silber: Local | McDonald’s „YES, We're Open!“[26]
- 2021: The Internationalist Awards for Innovation in Media | Gold: Local | McDonald’s „Summer Lovin'“[27]
- 2021: The Internationalist Awards for Innovation in Media | Silber: Local | Allianz „Diabetes-Driven-Workaround“[28]
- 2021: The Internationalist Awards for Innovation in Media | Silber: Local | REWE „A(I)ttack of the Killer Tomatoes“[29]
- 2021: Deutscher Mediapreis | Gold: Beste Media-Idee des Jahres: Bewegtbild non-linear | McDonald’s „YES, We're Open!“[30]
- 2021: PlakaDiva | Gold: Beste Kreation | McDonald’s „Road to McDrive“[31]
- 2021: PlakaDiva | Gold: Beste Media-Strategie | McDonald’s „Road to McDrive“[32]
- 2020: Deutscher Preis für Onlinekommunikation | Gold: Automotive | Mercedes-Benz „The Cockpit in Your Pocket“[33]
- 2020: Deutscher Digital Award | Bronze: Standard- und Sonderformate | Mercedes-Benz „The Cockpit in Your Pocket“[34]
- 2020: The Internationalist Awards for Innovation in Media | Bronze: Local | B O C „The Active Adapter Index“[35]
- 2020: The Internationalist Awards for Innovation in Media | Gold: Local | Google „ddddOoH - data-driven-dynamic-digital Out of Home“[36]
- 2020: The Internationalist Awards for Innovation in Media | Silber: Local| Hasbro „How the Game of Life Changed the Game“[37]
- 2020: PlakaDiva | Gold: Beste Mediastrategie | Google „ddddOoH - data-driven-dynamic-digital Out of Home“[38]
- 2020: Deutscher Mediapreis | Gold: MSR Regional | Energie Südbayern „Sauber g’spart!“[39]
- 2020: Deutscher Digital Award | Bronze: Standard- und Sonderformate | Mercedes-Benz „The Cockpit in Your Pocket“[40]
- 2019: The Internationalist Awards for Innovative Digital Solutions | Silber: Local | Disney „Turning Ad Blockers into Ad Lovers“[41]
- 2019: Festival of Media Global Awards | Gold: Best Use of cinema | Google „OK Google, start the movie“
- 2019: Festival of Media Global Awards | Silber: Best Use of Live Streaming | Disney „Turning Ad Blockers into Ad Lovers“
- 2019: The Internationalist Awards for Innovation in Media | Silber: Local brand or service in a local market | Google „Ok Google, start the movie“[42]
- 2018: The Internationalist Awards for Innovation in Media | Silber: Local brand or service in a local market | Hasbro „Getting Kids off the Console“[43]
- 2018: The Internationalist Awards for Innovation in Media | Silber:A Local execution of a Multinational campaign | McDonald’s „Ice Cream History in the Making“[44]
- 2018: The Internationalist Awards for Innovation in Media | Goldv:A Local execution of a Multinational campaign | The Walt Disney Company „Rogue One - The Rebellious Mural“[45]
- 2018: The Internationalist Awards for Innovative Digital Solutions| Gold: Local | Hasbro „Getting Kids off the Console“[46]
- 2019: The Internationalist Awards for Innovation in Media | Silber: Local brand or service in a local market | Google „Ok Google, start the movie“[42]

## Kunden (Auswahl)
Zu den wichtigsten Kunden zählen McDonald’s, Dr. August Oetker KG,
Sony, Apple, Nissan, und Pepsico.